# Liste der Monuments historiques in Sousmoulins
Die Liste der Monuments historiques in Sousmoulins führt die Monuments historiques in der französischen Gemeinde Sousmoulins auf.

## Liste der Objekte
| Bezeichnung                                                  | Beschreibung                    | Standort                        | Kennzeichnung | Schutzstatus | Datum | Bild |
| ------------------------------------------------------------ | ------------------------------- | ------------------------------- | ------------- | ------------ | ----- | ---- |
| Vier Gemälde: Dieu le Père, Nativité, Visitation, Assomption | Farbe auf Holz, 18. Jahrhundert | in der Kirche Notre-Dame (Lage) | PM17000528    | Classé       | 1976  |      |